# Marcos Almeida
Marcos Oliveira de Almeida (Belo Horizonte, 11 de fevereiro de 1983) é um cantor, compositor, multi-instrumentista, arranjador, escritor e professor brasileiro, conhecido por ser vocalista e principal compositor da banda de rock alternativo Palavrantiga.
Iniciou sua carreira de músico como integrante da banda de apoio da cantora Heloisa Rosa, tocando teclado e fornecendo vocais de apoio. Marcos era irmão de uma amiga próxima de Heloisa. Mais tarde, passou a apresentar composições autorais que culminaram na formação do Palavrantiga.
Paralelo ao Palavrantiga, o cantor também forneceu composições para a cantora Lorena Chaves e gravou "Vaidade" com a banda de rock Tanlan. Foi um dos compositores de "Calor do Amor" de Mahmundi, que venceu o Prêmio Multishow de Música Brasileira na categoria Novo Hit em 2013. Marcos gravou músicas com Paulo Nazareth, como "Não é Mais Segredo" e "Pulmões", que também teve a participação especial da dupla Os Arrais. Também compôs "Outono", que intitula um álbum de Arianne, no qual ele também fez participação. Está à frente do portal Nossa Brasilidade, onde aborda temas como música, cultura, arte, poesia e espiritualidade. Lançou um espetáculo com o mesmo nome, fazendo apresentações em várias cidades do Brasil. Lançou artigo com suas reflexões sobre liturgia, culto cristão e cultura em uma coletânea organizada por Pedro Dulci. 
Após ter anunciado sua saída do Palavrantiga, lançou seu primeiro single em carreira solo no ano de 2014, chamado "Biquíni de Natal" e anunciou a gravação de um disco solo ao vivo, Eu Sarau - Parte 1, gravado em São José dos Campos e lançado em fevereiro de 2016. Em 2018, retornou com o Palavrantiga.
Em 2019, lançou o álbum de inéditas Lá de Casa.

## Discografia
Solo
- 2016: Eu Sarau - Parte 1
- 2016: Eu Sarau - Parte 2
- 2019: Lá de Casa

Com o Palavrantiga